# Tridactyle vanderlaaniana
Tridactyle vanderlaaniana är en orkidéart som beskrevs av Daniel Geerinck. Tridactyle vanderlaaniana ingår i släktet Tridactyle och familjen orkidéer. Inga underarter finns listade i Catalogue of Life.